# جنیفر هیل
جنیفر هیل (انگلیسی: Jennifer Hale؛ زاده ۱ ژانویهٔ ۱۹۷۲) یک هنرپیشه اهل ایالات متحده آمریکا است. وی از سال ۱۹۸۸ میلادی تاکنون مشغول فعالیت بوده‌است.
او صداپیشه تانیادر مورتال کامبت اکس و با عدم حضور تانیادر مورتال کامبت ۱۱ صداپیشه کرونیکا بوده‌است.
هم چنین در بازی بی عدالتی:خدایان میان ما به عنوان صداپیشه ریون و کیلر فراست حضور داشته‌است. او در فیلم جویندگان طلا بازی کرده‌است.